# 水警總區總部

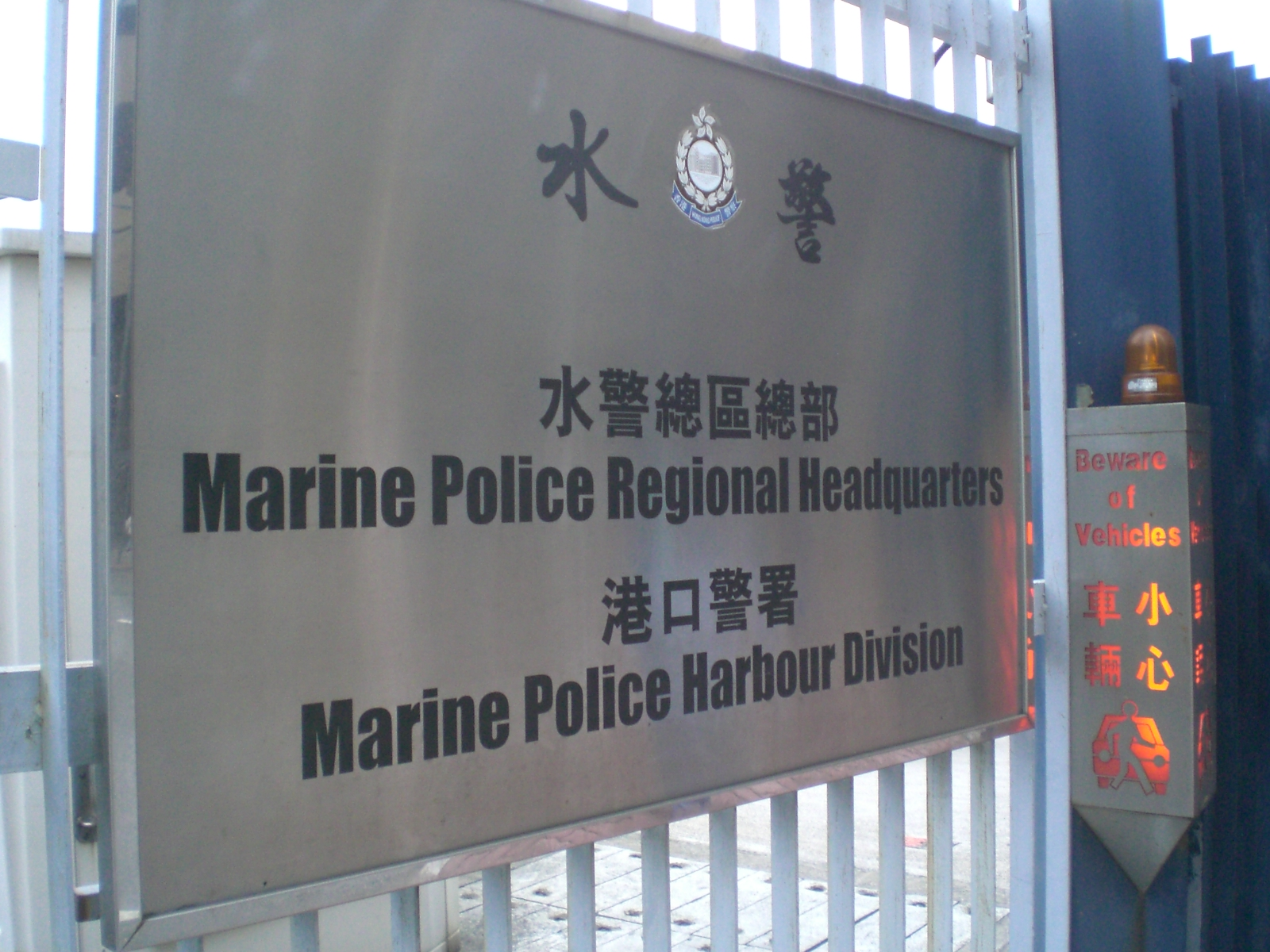
水警總區總部暨港口警署

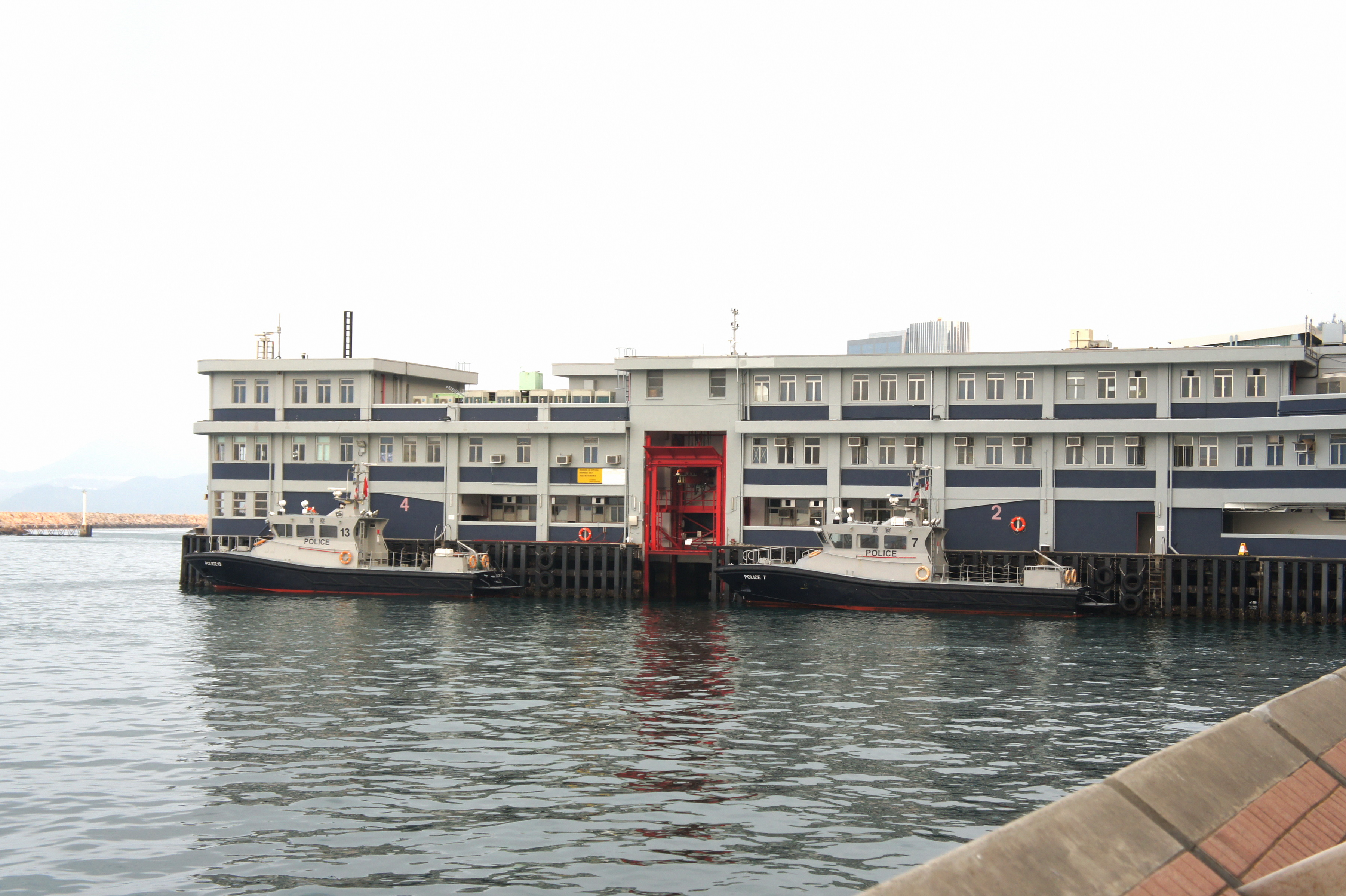
水警港口分區總部暨水警港口警署（原西灣河碼頭西翼）

水警總區總部（英語：Marine Police Regional Headquarters，縮寫：MP RHQ）為香港警務處水警總區總部及各主要部門的所在地，位處香港島東區西灣河太康街（原西灣河碼頭）東翼，有完善的船隻泊位。於2023年，水警總區總部有2,318名警务人員和169名文職人員駐守。

## 組織
- 水警總區總部：由一名警務處助理處長出任指揮官，由一名總警司出任副指揮官。
  - 行政科：負責一般的行政、總區財務、人事、編制及訓練等事務。由一名高級警司領導，下設一名警司和一名總督察。
  - 行動科：負責監督總區重案組調查罪案及海上非法入境和走私集團的事務。由一名高級警司領導，下設一名警司和一名總督察。
    - 總區指揮及控制中心
    - 後勤組：由一名警署警長領導。
      - 總區運輸組
      - 總區槍房
      - 練靶場、武器及戰術組

  - 支援科：由一名高級警司領導，負責有關警輪、警艇及專門設備的購置計劃、人員在航海、船藝、輪機工程及安全方面等訓練及評核等等[2]。
    - 支援組：由一名警司領導，下設一名總督察和一名高級督察。
    - 海事實務標準組（英文：Sea Standards Division）：由一名警司領導，下設一名總督察和兩名高級督察。
    - 輪機組（英文：Engineering Division）：由一名警司領導，下設一名高級督察和一名督察。

  - 水警訓練學校
  - 小艇分區
  - 水警總區刑事總部：有共63名人員和4名文職人員。由一名警司領導，下設兩名總督察。
  - 水警港外區：由一名高級警司領導，下設一名警司，有共1,196名人員和69名文職人員。
    - 水警東分區：西貢對面海華容路1號
    - 水警北分區：馬料水水警基地[3]
    - 水警西分區：新界青山公路16咪半

  - 水警海港區：由一名高級警司領導，下設一名警司，有共752名軍裝部人員、18名刑事部人員和47名文職人員。
    - 水警港口分區：西灣河水警基地
    - 水警南分區：香港仔深灣道28號
    - 長洲分區：長洲警署徑4號
      - 南丫警崗：榕樹灣廣場路20號
      - 坪洲警崗：坪洲永安橫街2C
      - 索罟灣警崗：南丫島索罟灣第二街

## 歷史
水警總區總部的前身為一艘名為約翰．亞當的鴉片船，該船於1884年2月26日起火，幸無傷亡。香港政府於是於炮台遺址，亦即九龍尖沙咀廣東道2號A處，興建水警總區總部，總部建築物於同年9月19日落成，原高兩層，於1920年代增加建設至3層。在日治時期，曾經被日本皇軍用作指揮所。
1967年，該處的土地被香港政府劃分為商住用途，並且有計劃將該處發展為公共交通車站。
1976年7月，香港政府曾經一度有意將土地用途改變成為政府及社區設施用途，並且將車站移到尖沙咀天星碼頭，但是遭到運輸署的反對，於是規劃維持為交通及商業及住宅綜合發展模式。
1979年6月5日，亦即是世界環境日，長春社與香港文物學會發表聯合聲明，提出6項環境、休閒及文化理由，要求保育該處，並且將之發展成為公園。城市規劃委員會於6月8日拒絕建議，指出保育建議將會阻礙商業發展，以及干預香港經濟發展。同年7月，長春社公布研究，指出該處有21種樹木品種；同年8月，香港大學William Kyle博士發表了微氣候的研究結果，指出該處的樹木是尖沙咀的城市綠洲，可以舒緩尖沙咀南的熱島效應。長春社又指出，水警總區總部曾經成為日本皇軍駐守於香港的總部，日本皇軍又於地底挖掘了兩條隧道，以預備於戰爭需要，建築物有歷史價值，需要保留。多個民間團體聯同向香港政府呈交了一份長達50頁的報告，要求保育該處。及後，該處的發展擱置了近20年。
水警總區一直駐守於該建築物作為總部，至1996年，總部遷往現址。現址的部份土地原本是被規劃為休憩用地，面積達到3,600平方米，但是由於當時水警總區因為前水警總區總部的計劃而急須搬遷，故此香港政府於1994年以臨時撥地形式，將該地方借用給水警總區。搬遷計劃落實後，原址隨即被改為興建成為現時的建築物：水警總區總部、水警港口分區基地及水警訓練學校，用作水警總區日常管理、行動指揮、訓練及船輪維修。水警總部設有指揮及控制中心，指揮全香港的警察輪船及快艇，並且聯絡各陸上總區，水警總部亦設有雷達實習中心、船泊組及水警警官餐廳等。地段內亦有後備發電機房、燃料貯藏室、吊重機和機械維修中心。
踏進2010年代，由於香港島東區的海濱行人路段將會陸續地通過改善和美化工程而串連起來，然而唯獨是涉及水警總區總部所一段阻礙路段，逼使當局只能夠通過美化毗鄰的街道，以改善行人的步行環境。故此，規劃署已經開始研究搬遷水警總區總部，以避免水警總區總部及水警港口分區警署佔用兩座碼頭，及西灣河海濱公園以東海旁毗連的一段狹長土地，阻礙興建一段連貫的海濱長廊。

## 相關參見
- 警察總區